# Саварабад-е Софла
Саварабад-е Софла (перс. سوارابادسفلي) — село в Ірані, у дегестані Поль-е Доаб, у бахші Заліян, шагрестані Шазанд остану Марказі. За даними перепису 2006 року, його населення становило 332 особи, що проживали у складі 80 сімей.

## Клімат
Середня річна температура становить 10,09°C, середня максимальна – 29,07°C, а середня мінімальна – -12,18°C. Середня річна кількість опадів – 283 мм.
| Клімат поселення                              | Клімат поселення | Клімат поселення | Клімат поселення | Клімат поселення | Клімат поселення | Клімат поселення | Клімат поселення | Клімат поселення | Клімат поселення | Клімат поселення | Клімат поселення | Клімат поселення | Клімат поселення |
| Показник                                      | Січ.             | Лют.             | Бер.             | Квіт.            | Трав.            | Черв.            | Лип.             | Серп.            | Вер.             | Жовт.            | Лист.            | Груд.            |                  |
| Середній максимум, °C                         | 4,53             | 6,56             | 10,27            | 17,19            | 22,42            | 27,33            | 28,96            | 29,07            | 24,08            | 17,81            | 11,22            | 5,86             |                  |
| Середня температура, °C                       | −3,83            | −1,8             | 1,90             | 8,84             | 14,06            | 18,98            | 23,29            | 23,38            | 18,38            | 12,14            | 5,54             | 0,16             |                  |
| Середній мінімум, °C                          | −12,18           | −10,14           | −6,45            | 0,48             | 5,72             | 10,62            | 17,59            | 17,70            | 12,70            | 6,45             | −0,15            | −5,52            |                  |
| Норма опадів, мм                              | 42               | 36               | 52               | 40               | 37               | 8                | 1                | 1                | 0                | 6                | 24               | 36               |                  |
| Середньомісячна швидкість вітру, м/с          | 1.39             | 2.52             | 2.58             | 2.88             | 2.55             | 2.26             | 2.27             | 2.28             | 2.13             | 1.98             | 1.63             | 1.75             |                  |
| Середньомісячна сонячна радіація, кДж/м²·день | 9263             | 12283            | 14772            | 18155            | 22189            | 27013            | 25887            | 24044            | 21273            | 15721            | 10968            | 8956             |                  |
| --------------------------------------------- | ---------------- | ---------------- | ---------------- | ---------------- | ---------------- | ---------------- | ---------------- | ---------------- | ---------------- | ---------------- | ---------------- | ---------------- | ---------------- |
| Джерело:                                      |                  |                  |                  |                  |                  |                  |                  |                  |                  |                  |                  |                  |                  |